# Лейк-Панасоффки (Флорида)
Лейк-Панасоффки (англ. Lake Panasoffkee) — статистически обособленная местность, расположенная в округе Самтер (штат Флорида, США) с населением в 3413 человек по статистическим данным переписи 2000 года.

## География
По данным Бюро переписи населения США статистически обособленная местность Лейк-Панасоффки имеет общую площадь в 10,36 квадратных километров, водных ресурсов в черте населённого пункта не имеется.
Статистически обособленная местность Лейк-Панасоффки расположена на высоте 18 м над уровнем моря.

## Демография
По данным переписи населения 2000 года в Лейк-Панасоффки проживало 3413 человек, 1045 семей, насчитывалось 1644 домашних хозяйств и 2348 жилых домов. Средняя плотность населения составляла около 329,44 человек на один квадратный километр. Расовый состав населённого пункта распределился следующим образом: 97,01 % белых, 0,64 % — чёрных или афроамериканцев, 0,73 % — коренных американцев, 0,47 % — азиатов, 1,00 % — представителей смешанных рас, 0,15 % — других народностей. Испаноговорящие составили 0,91 % от всех жителей статистически обособленной местности.
Из 1644 домашних хозяйств в 16,8 % воспитывали детей в возрасте до 18 лет, 52,7 % представляли собой совместно проживающие супружеские пары, в 7,6 % семей женщины проживали без мужей, 36,4 % не имели семей. 30,8 % от общего числа семей на момент переписи жили самостоятельно, при этом 18,7 % составили одинокие пожилые люди в возрасте 65 лет и старше. Средний размер домашнего хозяйства составил 2,08 человек, а средний размер семьи — 2,52 человек.
Население статистически обособленной местности по возрастному диапазону по данным переписи 2000 года распределилось следующим образом: 15,4 % — жители младше 18 лет, 5,6 % — между 18 и 24 годами, 20,1 % — от 25 до 44 лет, 25,5 % — от 45 до 64 лет и 33,5 % — в возрасте 65 лет и старше. Средний возраст жителей составил 53 года. На каждые 100 женщин в Лейк-Панасоффки приходилось 94,1 мужчин, при этом на каждые сто женщин 18 лет и старше приходилось 92,0 мужчин также старше 18 лет.
Средний доход на одно домашнее хозяйство статистически обособленной местности составил 25 930 долларов США, а средний доход на одну семью — 31 897 долларов. При этом мужчины имели средний доход в 26 483 доллара США в год против 17 985 долларов среднегодового дохода у женщин. Доход на душу населения статистически обособленной местности составил 25 930 долларов в год. 8,1 % от всего числа семей в населённом пункте и 12,0 % от всей численности населения находилось на момент переписи населения за чертой бедности, при этом 17,6 % из них были моложе 18 лет и 8,8 % — в возрасте 65 лет и старше.